# Douglas McAllister
Douglas McAllister est un homme politique britannique, membre du parti travailliste écossais qui est député de West Dunbartonshire  depuis juillet 2024. Il est également conseiller du  ward de Kilpatrick (ward) (en) dans le West Dunbartonshire, qu'il représente depuis 2003 (anciennement appelé ward de Hardgate). Il est également le prévôt du conseil du West Dunbartonshire.
En 2021, McAllister se présente à Clydebank and Milngavie (en) pour les élections au Parlement écossais, arrivant deuxième.

## Formation
McAllister est diplômé de l'Université de Glasgow en 1995 avec un diplôme en droit.